# Hans-Jürgen Rabe
Hans-Jürgen Rabe (* 15. März 1935 in Hamburg; † 27. November 2014) war ein deutscher Rechtsanwalt und Rechtswissenschaftler.

## Leben

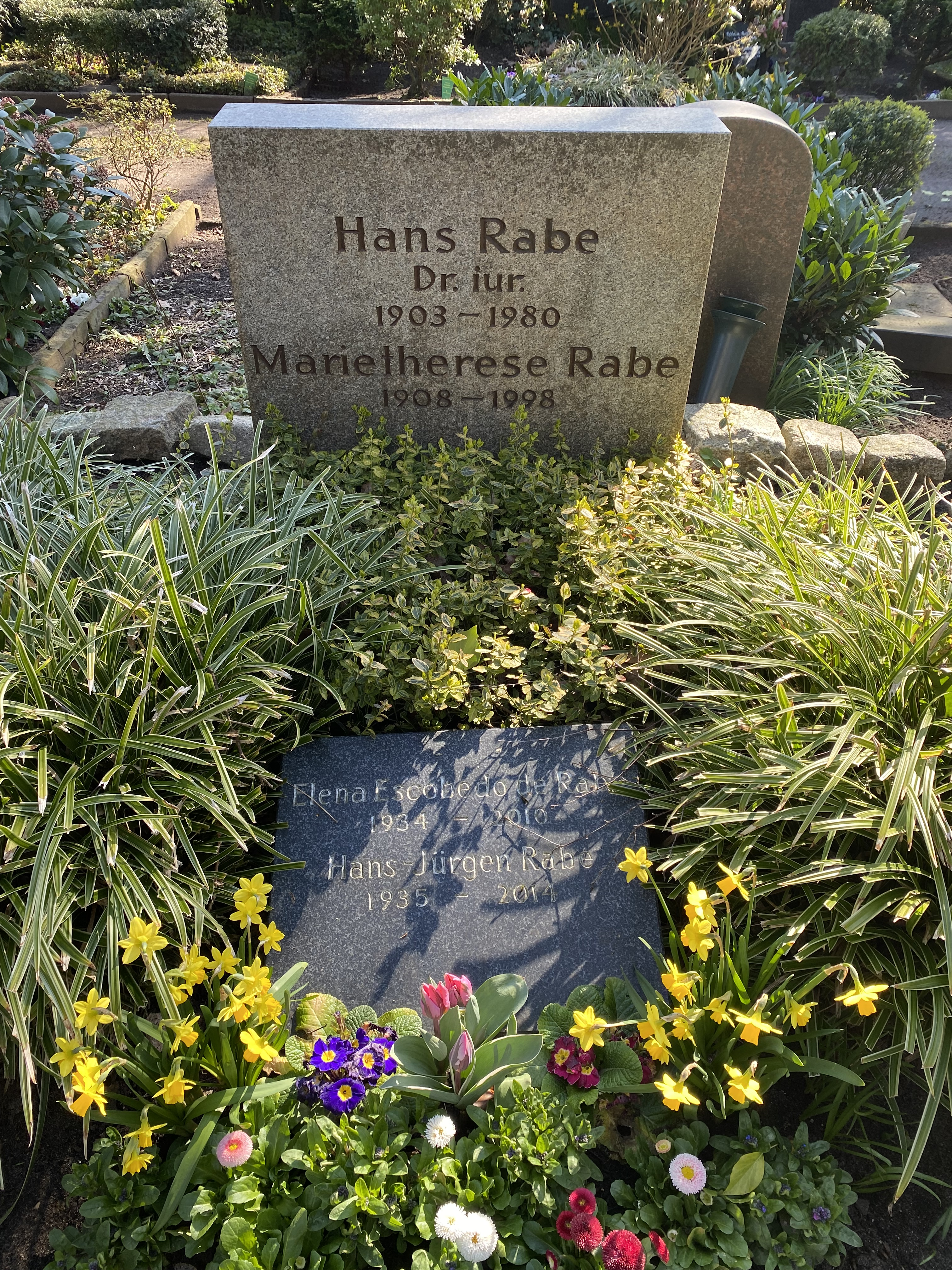
Grabstätte auf dem Friedhof Blankenese

Hans-Jürgen Rabe studierte in Heidelberg, Berlin und Hamburg und wurde 1963 in Hamburg mit einer Dissertation zum Thema Die Befugnis des Rates und der Kommission der Europäischen Wirtschaftsgemeinschaft zum Erlaß von Verordnungen zum Dr. iur. promoviert. Seit 1954 war er Mitglied des Corps Vandalo-Guestphalia Heidelberg.
Seine Grabstätte befindet sich auf dem Friedhof Blankenese.

## Anwalt und Rechtswissenschaftler
Rabe war seit 1964 Rechtsanwalt in Hamburg sowie seit 2002 in Berlin zugelassen. Er war unter anderem Mitherausgeber der Neuen Juristischen Wochenschrift, von 1978 bis 1983 Präsident des Deutschen Anwaltvereins, sowie von 1993 bis 1997 Präsident des Deutschen Juristentages und 2001 des 1. Europäischen Juristentages (EJT). Er war von 1982 bis 2000 Mitglied des Hamburgischen Verfassungsgerichts und seit 1992 Honorarprofessor an der Universität Hamburg. Bis 2001 war Rabe Kuratoriumsmitglied und Schatzmeister im Bund für Lebensmittelrecht und Lebensmittelkunde.
Ihm wurde im Jahr 1995 zu seinem 60. Geburtstag vom Deutschen Anwaltverein und der Arbeitsgemeinschaft für Internationalen Rechtsverkehr im Deutschen Anwaltverein eine Festschrift gewidmet, das Liber amicorum für Hans-Jürgen Rabe.